# Anthurus muellerianus
Anthurus muellerianus är en svampart. Anthurus muellerianus ingår i släktet Anthurus och familjen stinksvampar.

## Underarter
Arten delas in i följande underarter:
- aseroëformis
- muellerianus